# Jacob Rabbinowicz
Jacob Rabbinowicz (geboren 15. Januar 1863 in Petreiuschzina, Selwa, Gouvernement Grodno, Russisches Kaiserreich; gestorben 1947 in Rischon LeZion, Palästina) war ein tschechoslowakischer Rabbiner.

## Leben

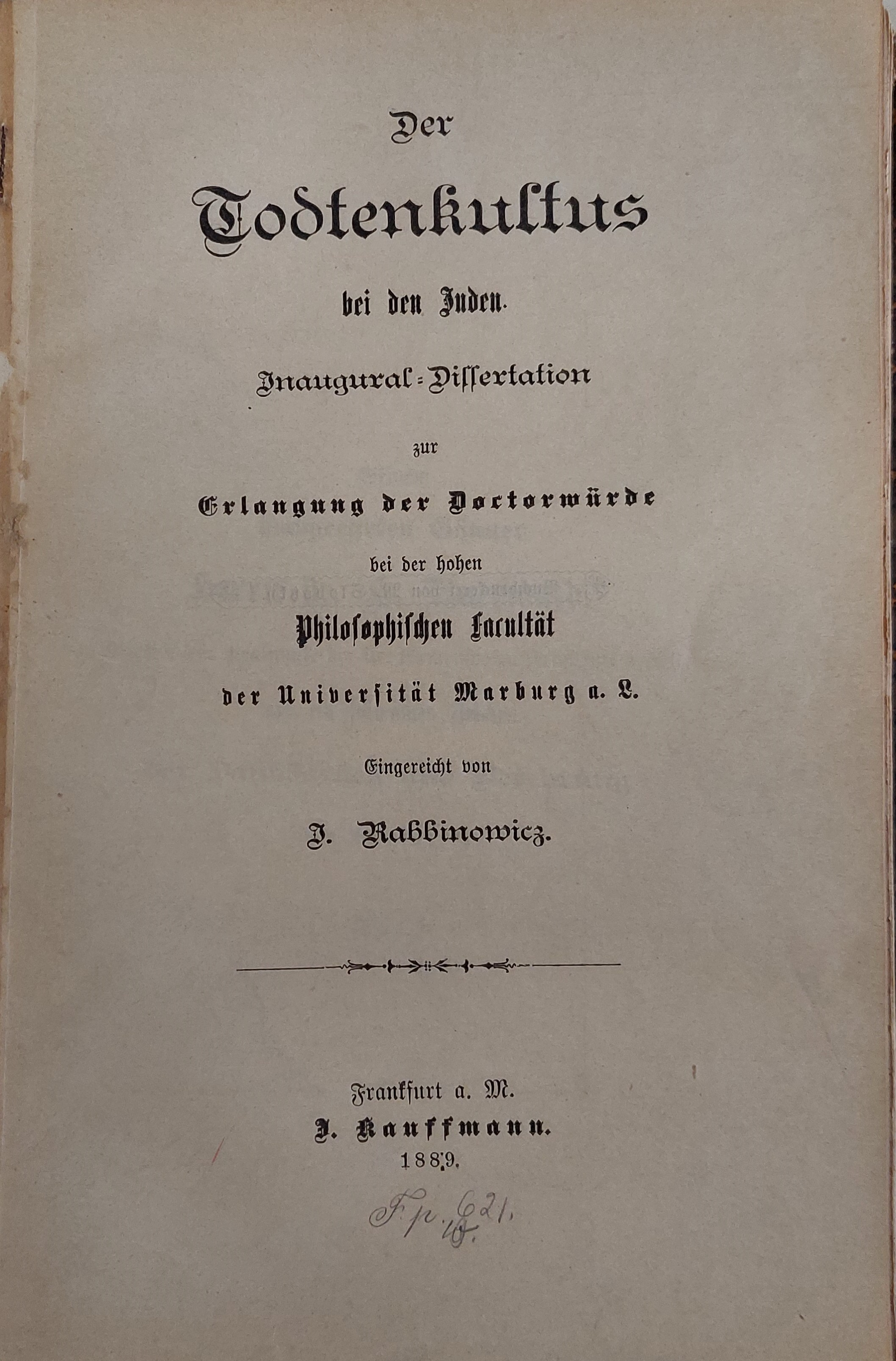
Dissertation 1889

Jacob Rabbinowicz wuchs auf dem Gut seines Vaters in Petreiuschzina auf und kam nach dessen Tod 1875 auf die jüdisch-theologische Schule in Wolkowysk und 1878 auf die höhere Schule in Slonim. 1882 ging er nach Frankfurt am Main und erhielt eine Ausbildung am Philanthropin bei Hermann Bärwald. Er besuchte ab 1885 in Prag die Talmud-Tora Schule und studierte Orientalistik, Philosophie und Geschichte in Prag und Marburg. Er absolvierte 1888 in Prag das Rabbinerexamen und wurde 1889 bei Julius Wellhausen an der Universität Marburg mit einer Dissertation über das Jüdische Bestattungsritual promoviert.
Rabbinowicz ging als Rabbiner nach Rakovník in Böhmen und wurde 1894 Rabbiner in Mährisch Weißkirchen und in Valašské Meziříčí. Er unterrichtete Hebräisch am Deutschen Gymnasium in Weißkirchen, und ihm wurde 1909 der Professorentitel verliehen. Rabbinowicz wurde Leiter der israelitischen Militärseelsorge in Mähren. Nach der Pensionierung 1934 emigrierte er 1937 zu seinem Sohn Alexander nach Palästina.
Rabbinowicz verfasste Predigten und Andachtsübungen und gab einen Band für das Minchagebet am Sabbat heraus. Er schrieb Belletristik in deutscher Sprache. Im Trauerspiel Ein namenloses Kind, 1907, thematisierte er die Kiewer Pogrome 1881. Im Volksstück Ein Vermächtnis plädierte er für eine Verständigung zwischen Tschechen und Deutschen.

## Schriften (Auswahl)

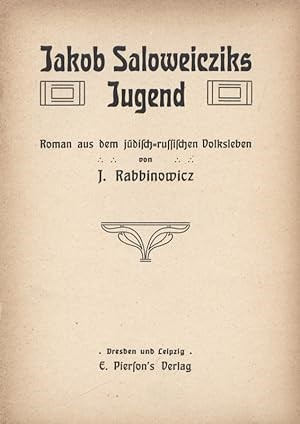
Jakob Saloweicziks Jugend (1911)

- Der Todtenkultus bei den Juden. Frankfurt am Main: Kauffmann, 1889. Marburg, Univ., Diss., 1889
- Ein Versuch, den Charakter Alexander des Großen nach der jüdischen Sage darzustellen. Mähr.-Weißkirchen: Hirschl, 1904
- Ein Vermächtnis: Volksstück in drei Aufzügen mit einem Vorspiel. Dresden: E. Pierson’s Verlag, 1907
- Ein namenloses Kind: Trauerspiel in drei Aufzügen. Dresden: E. Pierson’s Verlag, 1907
- Jakob Saloweicziks Jugend: Roman aus dem jüdisch-russischen Volksleben. Dresden: E. Pierson’s Verlag, 1911
- Geschichte der Juden in Mähr. Weisskirchen, 1929